# Laver Cup 2023
La Laver Cup 2023 è stata la sesta edizione della Laver Cup, un torneo di tennis annuale a squadre divise per rappresentative. Le due squadre, Europa e Resto del mondo, si sono sfidate alla Rogers Arena di Vancouver dal 22 al 24 settembre 2023.
La competizione è stata vinta per la seconda volta consecutiva dalla squadra Resto del Mondo con il punteggio di 13-2.

## Selezione dei giocatori
Il 2 febbraio 2023, Félix Auger-Aliassime  è stato il primo giocatore a confermare la propria partecipazione per il Team Resto del Mondo. Il 17 aprile 2023, Taylor Fritz e Frances Tiafoe hanno annunciato la loro presenza nello stesso team, seguiti da Nick Kyrgios il 24 aprile, il quale ha dovuto rinunciare l’11 agosto.
Il 20 Aprile 2023, Stefanos Tsitsipas, Andrej Rublëv e, il 25 aprile, Holger Rune sono stati I primi giocatori confermati nel Team Europa. Il 14 giugno, Casper Ruud ha annunciato la propria presenza.
Il 23 agosto 2023, entrambe le squadre hanno annunciato la loro formazione finale. Come ultime scelte, il capitano del Team Europa Björn Borg ha scelto Hubert Hurkacz e Gaël Monfils, mentre il capitano del Resto del Mondo John McEnroe ha convocato Tommy Paul, Francisco Cerúndolo e Ben Shelton. Il 14 settembre 2023, è stato annunciato che Milos Raonic si sarebbe unito al Team Resto del Mondo come riserva. Poco prima dell’inizio del torneo, Rune e Tsitsipas hanno rinunciato a causa di infortuni e sono stati sostituiti da Alejandro Davidovich Fokina e Arthur Fils.

## Partecipanti
| Europa                        | Europa    |
| ----------------------------- | --------- |
| Capitano: Björn Borg          |           |
| Vice-capitano: Thomas Enqvist |           |
| Giocatore                     | Rank      |
| Holger Rune                   | 4         |
| Stefanos Tsitsipas            | 5         |
| Andrej Rublëv                 | 6         |
| Casper Ruud                   | 9         |
| Hubert Hurkacz                | 16        |
| Alejandro Davidovich Fokina   | 25        |
| Gaël Monfils                  | 35PR(142) |
| Arthur Fils                   | 44        |
| Jiří Lehečka                  | 29        |
| Stan Wawrinka                 | 40        |

| Resto del mondo                | Resto del mondo |
| ------------------------------ | --------------- |
| Capitano: John McEnroe         |                 |
| Vice-capitano: Patrick McEnroe |                 |
| Giocatore                      | Rank            |
| Taylor Fritz                   | 8               |
| Frances Tiafoe                 | 11              |
| Tommy Paul                     | 13              |
| Félix Auger-Aliassime          | 14              |
| Ben Shelton                    | 19              |
| Francisco Cerúndolo            | 21              |
| Nick Kyrgios                   | 21PR(472)       |
| Christopher Eubanks            | 32              |
| Milos Raonic                   | 33PR(322)       |

|  | Ritiro  |
|  | Riserva |

* Ranking all'11 Settembre 2023
* PR = Ranking protetto

## Incontri
Ogni incontro vinto nel giorno 1 assegna un punto, nel giorno 2 due punti, nel giorno 3 tre punti. La prima squadra ad arrivare a 13 punti avrà vinto la competizione.
| Giorno | Data   | Tipologia incontro  | Europa                                    | Punti | Resto del mondo                     | Punteggio        | Punteggio squadra dopo incontro |
| ------ | ------ | ------------------- | ----------------------------------------- | ----- | ----------------------------------- | ---------------- | ------------------------------- |
| 1      | 22 Set | Singolare           | Arthur Fils                               | 0-1   | Ben Shelton                         | 6(4)-7, 1-6      | 0-1                             |
| 1      | 22 Set | Singolare           | Alejandro Davidovich Fokina               | 0-1   | Francisco Cerúndolo                 | 3-6, 5-7         | 0-2                             |
| 1      | 22 Set | Singolare           | Gaël Monfils                              | 0-1   | Félix Auger-Aliassime               | 4-6, 3-6         | 0-3                             |
| 1      | 22 Set | Doppio              | Andrej Rublëv / Arthur Fils               | 0-1   | Tommy Paul / Frances Tiafoe         | 3-6, 6-4, [6-10] | 0-4                             |
| 2      | 23 Set | Singolare           | Andrej Rublëv                             | 0-2   | Taylor Fritz                        | 2-6, 6(3)-7      | 0-6                             |
| 2      | 23 Set | Singolare           | Casper Ruud                               | 2-0   | Tommy Paul                          | 7-6(6), 6-2      | 2-6                             |
| 2      | 23 Set | Singolare           | Hubert Hurkacz                            | 0-2   | Frances Tiafoe                      | 5-7, 3-6         | 2-8                             |
| 2      | 23 Set | Doppio              | Hubert Hurkacz / Gaël Monfils             | 0-2   | Félix Auger-Aliassime / Ben Shelton | 5-7, 4-6         | 2-10                            |
| 3      | 24 Set | Doppio              | Hubert Hurkacz / Andrej Rublëv            | 0-3   | Ben Shelton / Frances Tiafoe        | 6(4)-7, 6(5)-7   | 2-13                            |
| 3      | 24 Set | Doppio (esibizione) | Alejandro Davidovich Fokina / Arthur Fils | 0-0   | Christopher Eubanks / Milos Raonic  | 3-6, 6-3, [8-10] | 2-13                            |
| 3      | 24 Set | Singolare           | Casper Ruud                               | -     | Taylor Fritz                        | non disputata    | -                               |
| 3      | 24 Set | Singolare           | Andrej Rublëv                             | -     | Frances Tiafoe                      | non disputata    | -                               |
| 3      | 24 Set | Singolare           | Hubert Hurkacz                            | -     | Félix Auger-Aliassime               | non disputata    | -                               |

## Statistiche giocatori
| Naz                     | Giocatore                   | Squadra         | Incontri | Vittorie–Sconfitte | Vittorie–Sconfitte | Vittorie–Sconfitte | Punti vinti–persi | Punti vinti–persi | Punti vinti–persi |
| Naz                     | Giocatore                   | Squadra         | Incontri | Singolare          | Doppio             | Totale             | Singolare         | Doppio            | Totale            |
| ----------------------- | --------------------------- | --------------- | -------- | ------------------ | ------------------ | ------------------ | ----------------- | ----------------- | ----------------- |
| Canada (bandiera)       | Félix Auger-Aliassime       | Resto del mondo | 2        | 1 – 0              | 1 – 0              | 2 – 0              | 1 – 0             | 2 – 0             | 3 – 0             |
| Argentina (bandiera)    | Francisco Cerúndolo         | Resto del mondo | 1        | 1 – 0              | 0 – 0              | 1 – 0              | 1 – 0             | 0 – 0             | 1 – 0             |
| Francia (bandiera)      | Arthur Fils                 | Europa          | 2        | 0 – 1              | 0 – 1              | 0 – 2              | 0 – 1             | 0 – 1             | 0 – 2             |
| Spagna (bandiera)       | Alejandro Davidovich Fokina | Europa          | 1        | 0 – 1              | 0 – 0              | 0 - 1              | 0 - 1             | 0 – 0             | 0 - 1             |
| Stati Uniti (bandiera)  | Taylor Fritz                | Resto del mondo | 1        | 1 – 0              | 0 – 0              | 1 – 0              | 1 – 0             | 0 – 0             | 2 – 0             |
| Polonia (bandiera)      | Hubert Hurkacz              | Europa          | 3        | 0 – 1              | 0 – 2              | 0 – 3              | 0 – 2             | 0 – 5             | 0 – 7             |
| Francia (bandiera)      | Gaël Monfils                | Europa          | 2        | 0 – 1              | 0 – 1              | 0 – 2              | 0 – 1             | 0 – 1             | 0 – 3             |
| Stati Uniti (bandiera)  | Tommy Paul                  | Resto del mondo | 2        | 0 – 1              | 1 – 0              | 1 – 1              | 0 – 2             | 1 – 0             | 1 – 2             |
| da stabilire (bandiera) | Andrej Rublëv               | Europa          | 3        | 0 – 1              | 0 – 2              | 0 – 3              | 0 – 2             | 0 – 4             | 0 – 6             |
| Norvegia (bandiera)     | Casper Ruud                 | Europa          | 1        | 1 – 0              | 0 – 0              | 1 – 0              | 2 – 0             | 0 – 0             | 2 – 0             |
| Stati Uniti (bandiera)  | Ben Shelton                 | Resto del mondo | 3        | 1 – 0              | 2 – 0              | 3 – 0              | 2 – 0             | 4 – 0             | 6 – 0             |
| Stati Uniti (bandiera)  | Frances Tiafoe              | Resto del mondo | 3        | 1 – 0              | 2 – 0              | 3 – 0              | 2 – 0             | 4 – 0             | 6 – 0             |